# Orne (Mosella)
L'Orne è un fiume del Grand Est, affluente alla sinistra orografica della Mosella. Lungo 85,8 chilometri, si snoda tra i dipartimenti della Mosa, del Meurthe e Mosella e della  Mosella.

## Dipartimenti e principali comuni attraversati
Nel suo percorso l'Orne attraversa 35 comuni, distribuiti su tre dipartimenti, tra i quali:
Mosa
Ornes (sorgenti), Étain,
Meurthe e Mosella
Conflans-en-Jarnisy, Auboué, Homécourt, Jœuf,
 Mosella
Moyeuvre-Grande, Rosselange, Rombas, Clouange, Vitry-sur-Orne, Gandrange, Richemont (foce)

## Affluenti e subaffluenti
I suoi principali affluenti e subaffluenti sono:
- il Moulin de Darmont ;
- l'Yron;
- il Longeau;
- il Rawé;
- il Woigot;
- il Conroy.

L'Orne raccoglie anche le acque delle miniere di Jarny, Giraumont, Auboué e Orne-Roncourt.